# Malý Studený potok
Malý Studený potok je potok v Malé Studené dolině ve Vysokých Tatrách na Slovensku. Protéká okresem Poprad. Je to levá zdrojnice Studeného potoka. Je dlouhý 4,5 km.

## Průběh toku
Odtéká z Veľkého Spišského plesa v nadmořské výšce přibližně 2050 m. Protéká 4,5 km dlouhou Malou Studenou dolinou, přičemž překonává několik skalních stupňů. Nejprve teče na jihovýchod, v dolní části doliny pokračuje na jih a vytváří přibližně 20 m vysoký Obrovský vodopád. V místě vyústení Malé Studené doliny do Veľké Studené doliny, na Starolesnianské poľaně, v nadmořské výšce 1285,3 m se spojuje s Veľkým Studeným potokem a vytváří Studený potok.

### Přítoky
- zleva
  - přítok odtékající ze Prostredného Spišského plesa
  - přítok zpod Lomnického štítu (2633,8 m)
  - přítok z jižního úpatí Lomnického hrbu (2041,1 m).